# 안토넬라 팔미사노
안토넬라 팔미사노(이탈리아어: Antonella Palmisano, 1991년 8월 6일~)는 이탈리아의 육상 선수로 주 종목은 경보이다. 2020 하계 올림픽에서 여자 20km 경보 부문 금메달을 획득했으며, 세계 선수권 대회에서 동메달 2개를 획득했다.

## 개인사
배우자인 로렌초 데시도 이탈리아 국가대표 경보 선수와 지도자로 활동하고 있다.